# Pseuderanthemum standleyi
Pseuderanthemum standleyi är en akantusväxtart som beskrevs av Emery Clarence Leonard. Pseuderanthemum standleyi ingår i släktet Pseuderanthemum och familjen akantusväxter. Inga underarter finns listade i Catalogue of Life.